# Wolfert II van Borselen
Wolfert II van Borselen (ca. 1280 - tussen 30 mei 1316 en 6 april 1317) was heer van Veere en Zandenburg, als opvolger van zijn vader.
In 1312 trouwde Wolfert II met Aleid van Zandenburg (ca. 1290 - na 12 juni 1351), een buitenechtelijke dochter van Jan II van Avesnes. De verhoudingen tussen Wolfert en het graafschap Holland waren gespannen door het optreden van en de moord op Wolferts vader Wolfert I van Borselen. Dit huwelijk vormde de bevestiging van de verzoening (1308) tussen Wolfert II en Willem III van Holland. Voor het huwelijk werd pauselijke dispensatie gevraagd omdat het echtpaar in de vierde graad was verwant.
Wolfert en Aleid waren ouders van Wolfert III van Borselen en een dochter genaamd Cibelie. 
Aleid hertrouwde met Otto III van Buren uit het Huis Buren.
Aleid was de opdrachtgeefster van een Middelnederlandse vertaling van een Arabisch astrologisch traktaat dat is overgeleverd in een 15e-eeuws verzamelhandschrift.